# Антоній Тизенгауз
Антоній Тизенгауз (1733, Новоєльня, тепер смт. в Дятловському р-ні Гродненської обл. — 31 березня 1785) —  гродненський староста при Станіславі Понятовському. Відомий меценат.
Володів Каменським ключем (Гродненський повіт), містечками Ятвеськ, Ів'є, Новоєльня і Желудок, мав палац у Вільнюсі, ряд будівель в Гродно. Тримав Гродненське староство, адміністратор королівських економій у Великому Князівстві Литовському.
Зусиллями Антонія Тизенгауза в Гродно стала місцем роботи різних державних установ: Скарбової комісії, Верховного Трибуналу, асесарського суду. Заснував в місті і його околицях ряд мануфактур: суконну, полотняну, збройову, панчішну, каретну і т. д. Ним же був відкритий перший в місті театр.

## Біографія
Із шляхетського роду Тизенгаузів, син Бенедикта, старости шмельтинського, і Анни з Бяганських.
З 1757 року підстароста гродненський, в 1761 році обирався послом на сейм від Гродненського повіту. Протягом 1765—1785 років обіймав посаду підскарбія надвірного литовського.

### Староста гродненський
Вирішив упорядкувати Гродно на зразок столиці держави. З його ініціативи в 1760—1780 роках поруч з містом у селі Городниця (де він побудував собі палац, оздоблений А. Грушецьким) спорудили промислово-культурний центр з 85 будівель різного призначення, що утворювали 3 окремі зони: адміністративну, виробничу, навчальну (пізніше увійшли в межі Гродно).
У передмістях Гродно заснував фабрики: суконну, шовкову, полотняну, мереживну, панчішну, капелюшну, каретну, шовкових поясів, ігрових карт, збройну, шкіряну, а також завод залізних і мідних виробів. Однак, як і більшість тогочасних підприємств, працювали вони з малим прибутком або навіть зі збитками.

#### Сільське господарство
Значну увагу приділяв землеробству. Для вивчення способів збільшення врожайності сільськогосподарських культур направив свого однодумця Давнаровича в Англію вивчати агратэхніку. Щоб підняти рівень тваринництва, закуповував породисті види тварин. Але аграрна реформа, проведена ним у Шавельскій економії, базувалася на посиленні панщини, що викликало невдоволення селян, а в 1769 році навіть повстання.

#### Освіта
З наміром розширення освіти в краї заснував у Гродно кадетський корпус, торговельну, землемірну, медичну й інші школи. У медичній школі на кошти А. Тизенгауза і пожалування Понятовського була створена бібліотека спеціальної літератури. Після ліквідації цієї школи її книгозбір відійшов до Головної школи у Вільнюсі.

### Культурна діяльність

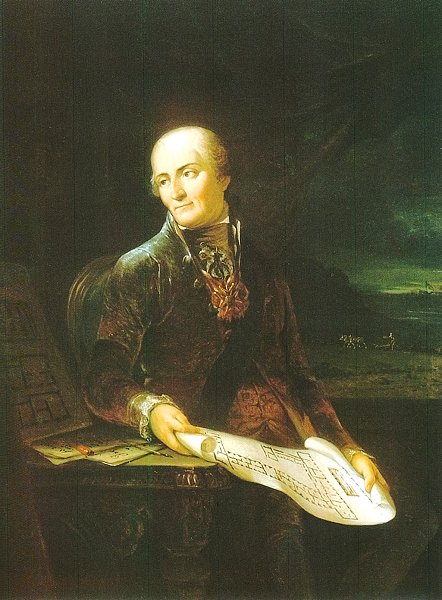
Художник Я. Рустем, 1819

Антоній Тизенгауз був не тільки великим фінансистом і адміністратором, але досить освіченою і культурною людиною свого часу. Заснувавши десятки мануфактур і навчальних закладів, він створив свій театр, у який запрошував балетмейстерів, іноземних артистів, музикантів, співаків і хореографів, зокрема братів Г. і Л. Петинети з Неаполя.
Для підготовки власних артистів із кріпаків А. Тизенгауз створив театральну школу. У 1772 році він послав для навчання за кордон придворного капельмейстера А. Сітанського. Учнями в театральну школу найчастіше приймали дітей кріпосних селян з його маєтків.
Театр, який починався з невеликого ансамблю інструментів та вокалістів, до 1778 року досяг високого професійного рівня і став багатопрофільний. На його сценах ставилися опери А. Гретри «Магніфік», комедії П. Бомарше «Севільський цирульник» та інших.
Придворний оркестр, так звана капела Тизенгауза, належав до найбільших і найкращих за професійним рівні колективів подібного характеру в ВКЛ і славився за її межами. Так, у 1780 році ця капэля була ангажоване в Національний театр у Варшаві.
Після відставки А. Тизенгауза театральна школа, балетна трупа і частина капели були переведені в Постави.
У 1775 році А. Тизенгауз придбав у Вільно друкарню, яку до того мав Мартин Почобут-Одляницкий. У цій друкарні видавалися підручники, календарі, журнал «Gazety Wileńskie» («Вільнюські газети»). У 1775—1776 роках А. Тизенгауз організував першу друкарню в Гродно і був одним з її орендарів. Частина обладнання була взята з Віленськіої друкарні, решта закуплено в Кенігсберзі. Перші видання друкарні вийшли на початку 1776 року. Тут друкувалися оригінальна і перекладна література, наукові роботи, підручники, старослов'янські, польські, латинські молитовники, «господарський Календар», «Литовський вісник», офіційні документи та інші, а також перше на Білорусі періодичне видання, ініціатором якого був  Тизенгауз, «Gazeta Grodzieńska»(«Гродненська газета»). Друкарня існувала до 1802 року.
Тизенгаузу  були близькі і зрозумілі ідеї Просвітництва. У театрі він бачив не джерело заробітку, а засіб освіти, інструмент виправлення вдачі і встановлення рідної мови. Свої дії він виправдовував турботою про цивілізацію тутешнього краю. Думки, висловлені їм про виховну роль театру, були співзвучні положенням французьких просвітителів, особливо Д. Дідро. Але на відміну від останнього він вважав, що театр існує лише для привілейованої частини суспільства, широких кіл знаті, а не для міщан, ремісників, торговців і неписьменних селян. Тому його театр не став загальнодоступним, загальнонаціональному. Щоб надати своїм починанням певну вагомість, Тизенгауз вів листування з Ж. Ж. Руссо і пропонував йому переїхати в Гродно або в Біловезьку пущу.

### Закінчення життя
Невдала господарська політика (нерентабельність багатьох мануфактур), підступи магнатів, незадоволених активною діяльністю Тизенгауза, спричинилося до його усунення у 1780 році від управління економією.
Останні роки життя провів у Поставах. Поховали графа в фамільному склепі в Жалудоцьколму костелі.

## Пам'ять
У 2007 році в Гродно урочисто відкрили міську скульптуру Жанну Емануелю Жыліберу, керівнику медичної академії, відкриту Антонієм Тизенгаузом, а також скульптуру Джузеппе Сакко, архітектору, який будував район Городниця.
Пам'ятник Антонію Тизенгаузу встановлений в Гродненському Фарному костелі, його ім'ям названо площу в Гродно.